# John Jermyn Cowell
Pas d'image ? Cliquez ici
John Jermyn Cowell, né le 30 janvier 1838 à Londres et mort en décembre 1867, est un alpiniste britannique pendant l'âge d'or de la conquête des Alpes.

## Biographie
Il a notamment participé à la première ascension de deux des sommets des Alpes de plus de 4 000 mètres d'altitude : le Grand Paradis, le 4 septembre 1860 avec W. Dundas et les guides Michel-Ambroise Payot et Jean Tairraz, ainsi que le Nordend au mont Rose, le 26 août 1861, avec T.F. et Edward N. Buxton, et le guide Michel-Ambroise Payot. Fils du banquier John Welsford Cowell, il exerça comme barrister, et fut secrétaire de l'Alpine Club. Il a fait partie des Cambridge Apostles.

## Ouvrages
- John Jermyn Cowell, « The Graian Alps and Mount Iseran », dans Francis Galton (éd.), Vacation Tourists and Notes of Travel in 1860, Macmillan, 1861 (lire en ligne), p. 239-263
- John Jermyn Cowell, « Two ascents of the Grand Paradis : A Series of Excursions by Members of the Alpine Club », dans  Edward Shirley Kennedy (éd.), Peaks, Passes and Glaciers, vol. 2, Longman, Brown, Green, Longmans, and Roberts, 1862 (lire en ligne), p. 408-426